# IK Marathon
IK Marathon var en fotbollsklubb i Malmö. Klubben grundades 1936 och slogs 1974 ihop med BK Lydia till IK Lydia/Marathon. Klubbens sista säsong, 1973, spelades i Division 6 Södra, Östra .